# Fez-Boulmane
Fez-Boulmane is een regio in Marokko. De hoofdstad is Fez. De regio ligt ten zuiden van de regio Taza-Al Hoceïma-Taounate en ten oosten van de regio Meknès-Tafilalet. Fez-Boulmane heeft een oppervlakte van 19.795 km² en heeft 1.573.055 inwoners (2004).
De regio bestond uit een prefectuur* en drie provincies:
- Fez*
- Boulmane
- Moulay Yacoub
- Sefrou

Naast Fez zijn andere grote plaatsen in Fez-Boulmane:
- Aïn Chkef
- Fritissa
- Mechouar Fès Jadid
- Sefrou

Huidige regio's: Béni Mellal-Khénifra · Casablanca-Settat · Dakhla-Oued Eddahab · Drâa-Tafilalet · Fès-Meknès · Guelmim-Oued Noun · Laâyoune-Sakia El Hamra ·  Marrakech-Safi · Oriental · Rabat-Salé-Kénitra · Souss-Massa · Tanger-Tétouan-Al Hoceïma

Oude regio's voor 2015: Chaouia-Ouardigha · Doukala-Abda · Fez-Boulmane · Gharb-Chrarda-Béni Hsen · Grand Casablanca · Guelmim-Es Semara · Laâyoune-Boujdour · Marrakech-Tensift-Al Haouz · Meknès-Tafilalet · Oriental · Oued ed Dahab-Lagouira · Rabat-Salé-Zemmour-Zaer · Souss-Massa-Daraâ · Tadla-Azilal · Tanger-Tétouan · Taza-Al Hoceïma-Taounate